# Східно-західна автомагістраль (Алжир)
Східно-західне автомагістраль (араб. الطريق السيار شرق-غرب), також відома як шосе A1, є проектом будівництва автомагістралі в Алжирі, більшість якої буде завершено до 2015 року. Проект шестисмугової автомагістралі через Алжир було запущено в 2007 році, і він вважається одним з найбільших проектів громадських робіт у світі.
Проект вартістю 11 мільярдів доларів США реалізується складним консорціумом міжнародних постачальників, і існують занепокоєння щодо корупції, марнотратства та затримок. Центральний і західний відрізки дороги були побудовані консорціумом China Railway Construction Corporation і CITIC, тоді як східний відрізок був побудований японським консорціумом Kajima Corporation, Nishimatsu Construction Company, Itochu Corporation, Hazama Corporation і Taisei Corporation.

## Маршрут

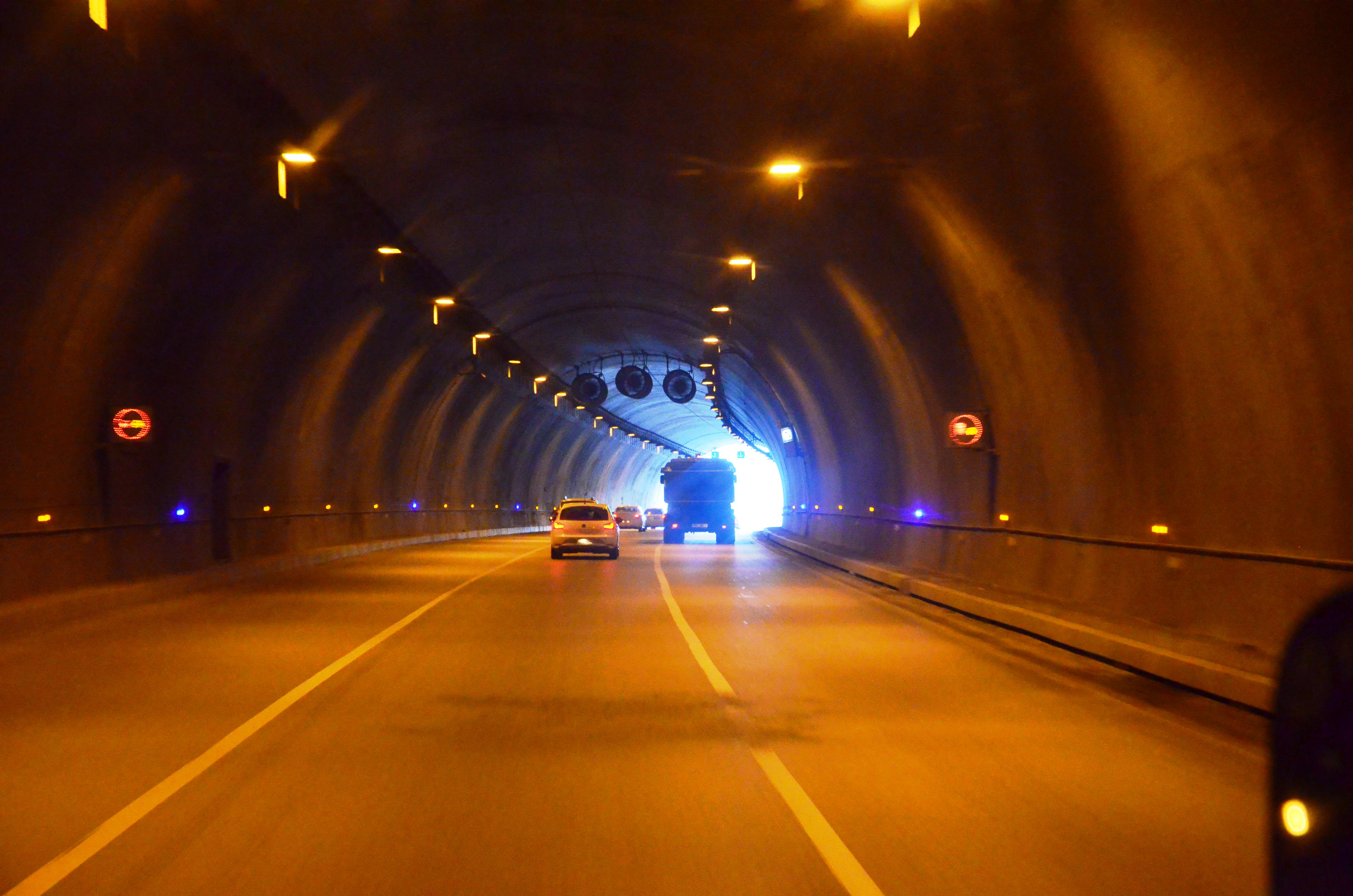
Тунель (2015)

Після завершення магістраль пролягатиме на довжину 1,216 км від кордону з Марокко до кордону з Тунісом, з’єднуючи великі прибережні міста Алжиру. Інші вузлові дороги також будуються, що забезпечує сполучення з іншими важливими містами внутрішньої частини країни. Шосе Схід-Захід було першим етапом п'ятирічного плану Алжиру, який передбачав витрати 40,9 мільярдів доларів США на модернізацію дорожньої мережі та збільшення пропускної здатності портів.